# ТЭЦ Анна
ТЭЦ Анна – теплоэлектроцентраль на юге Польши, в пятидесяти километрах к юго-западу от Катовиц.
В 1917 году для обеспечения потребностей угольной шахты «Анна», расположенной близ городка Пшув, запустили электростанцию, которая имела восемь паровых котлов Garbe и две турбины AEG мощностью по 5,8 МВт.
В 1931 году одну из турбин AEG заменили на турбину WUMAG значительно большей мощности – 12,8 МВт. А между 1940 и 1949 годами вместо старых котлов смонтировали четыре новых, поставленные компаниями Wiesner (один) и Borsig (три).
По состоянию на середину 2010-х годов на площадке прекратилось генерация электроэнергии, однако он продолжал действовать как котельная с мощностью 40,3 МВт.